# Јордан Мишовић
Јордан Мишовић (алб. Jordan Misja; 1913 — 1942) био је учесник Народноослободилачке борбе у Албанији и народни херој Албаније.

## Биографија
Јордан Мишовић, Бранко Кадић и Перлат Реџепи су афирмисани као три хероја Скадра, који су 22. јуна.1942. године погинули у Скадру борећи се у окружењу против италијанских фашистичких окупатора.

Сами су Албанци њихову борбу до последње капи крви окарактерисали као „epope legjendare, një nga epizodet më heroike të Luftës sonë Nacionalçlirimtare” (Легендарна епопеја, једна од најхеројских епизода наше Народно-ослободилачке борбе"), коју су опевали и у песме. У тој велеславној епопеји само је Перлата Реџепи Албанац. Бранко Кадић (1921—1942) и Јордан Мишовић су припадници српско-црногорске националне мањине.
Данас умјетничка академија, средња школа и улице у Албанији носе име по Јордану Мишовићу.